# Tour du Doubs 2024
La 38e édition du Tour du Doubs a eu lieu le 14 avril 2024 entre Morteau et Le Larmont sur une distance de 178,9 kilomètres. Cette course cycliste d'un jour fait partie du calendrier UCI Europe Tour 2024 en catégorie 1.1 (troisième niveau mondial).
Cette course est aussi inscrite au calendrier de la Coupe de France en tant que 8e manche de l'édition 2024.
L'épreuve est remportée par Lenny Martinez de l'équipe Groupama-FDJ qui s'impose devant Clément Berthet (Décathlon AG2R La Mondiale) et José Manuel Díaz (Burgos-BH). 

## Présentation

### Parcours
Le départ est donné de Morteau. Trois sprints intermédiaires et cinq sommets sont à franchir.

### Équipes participantes
Le Tour du Doubs est classée en catégorie 1.1 du circuit  UCI Europe Tour. Par conséquent, la course est ouverte aux équipes UCI WorldTeam dans la limite de 50 % des équipes participantes, aux équipes continentales professionnelles, aux équipes continentales et aux équipes nationales.
Vingt équipes participent à cette course : quatre WorldTeams, neuf équipes continentales professionnelles et sept équipes continentales.
| WorldTeams (4)- Arkéa-B&B Hotels - Cofidis - Decathlon-AG2R La Mondiale - Groupama-FDJ ProTeams (9)- Burgos-BH - Caja Rural-Seguros RGA - Equipo Kern Pharma - Euskaltel-Euskadi - Lotto Dstny - Team Novo Nordisk - TotalEnergies - Uno-X Mobility - VF Group-Bardiani CSF-Faizané Équipes continentales (7)- Bike Aid - CIC U Nantes Atlantique - Hrinkow Advarics - Nice Métropole Côte d'Azur - Philippe Wagner-Bazin - Saint Michel-Mavic-Auber 93 - Van Rysel-Roubaix |
| |

### Principaux coureurs présents
Le tenant du titre Jesús Herrada est au départ de la course. Les deux grands favoris attendus sont les grimpeurs Lenny Martinez et Guillaume Martin.

### Diffusion
La course est diffusée en direct sur France 3 Franche-Comté.

## Classements

### Classement final
| \| Classement général \| Classement général \| Classement général \| Classement général \| Classement général \| \| Coureur \| Coureur \| Pays \| Équipe \| Temps \| \| ------------------ \| ------------------- \| ------------------ \| -------------------------- \| ------------------ \| \| 1er \| Lenny Martinez \| France \| Groupama-FDJ \| 4 h 11 min 31 s \| \| 2e \| Clément Berthet \| France \| Decathlon-AG2R La Mondiale \| + 4 s \| \| 3e \| José Manuel Díaz \| Espagne \| Burgos-BH \| + 8 s \| \| 4e \| Eric Fagúndez \| Uruguay \| Burgos-BH \| + 10 s \| \| 5e \| Guillaume Martin \| France \| Cofidis \| + 10 s \| \| 6e \| Nicolas Prodhomme \| France \| Decathlon-AG2R La Mondiale \| + 10 s \| \| 7e \| Jesús Herrada \| Espagne \| Cofidis \| + 10 s \| \| 8e \| Clément Braz Afonso \| France \| CIC U Nantes Atlantique \| + 10 s \| \| 9e \| Eduardo Sepúlveda \| Argentine \| Lotto Dstny \| + 10 s \| \| 10e \| Raúl García Pierna \| Espagne \| Arkéa-B&B Hotels \| + 10 s \| |                     |           |                            |                 |
| |                     |           |                            |                 |
| Source : ProCyclingStats |                     |           |                            |                 |
| Classement général |                     |           |                            |                 |
| Coureur | Coureur             | Pays      | Équipe                     | Temps           |
| 1er | Lenny Martinez      | France    | Groupama-FDJ               | 4 h 11 min 31 s |
| 2e | Clément Berthet     | France    | Decathlon-AG2R La Mondiale | + 4 s           |
| 3e | José Manuel Díaz    | Espagne   | Burgos-BH                  | + 8 s           |
| 4e | Eric Fagúndez       | Uruguay   | Burgos-BH                  | + 10 s          |
| 5e | Guillaume Martin    | France    | Cofidis                    | + 10 s          |
| 6e | Nicolas Prodhomme   | France    | Decathlon-AG2R La Mondiale | + 10 s          |
| 7e | Jesús Herrada       | Espagne   | Cofidis                    | + 10 s          |
| 8e | Clément Braz Afonso | France    | CIC U Nantes Atlantique    | + 10 s          |
| 9e | Eduardo Sepúlveda   | Argentine | Lotto Dstny                | + 10 s          |
| 10e | Raúl García Pierna  | Espagne   | Arkéa-B&B Hotels           | + 10 s          |

## Attributions des points

### Classement UCI
La course attribue aux coureurs le même nombre des points pour l'UCI Europe Tour 2024 et le Classement mondial UCI.
| Position           | 1er | 2e | 3e | 4e | 5e | 6e | 7e | 8e | 9e | 10e | 11e | 12e | 13e à 15e | 16e à 25e |
| Classement général | 125 | 85 | 70 | 60 | 50 | 40 | 35 | 30 | 25 | 20  | 15  | 10  | 5         | 3         |

### Classements Coupe de France
L'ordre d'arrivée de l'épreuve détermine le nombre de points attribués pour le classement général individuel de la Coupe de France 2024.
| Position | 1er | 2e | 3e | 4e | 5e | 6e | 7e | 8e | 9e | 10e | 11e | 12e | 13e | 14e | 15e |
| Points   | 50  | 35 | 25 | 20 | 18 | 16 | 14 | 12 | 10 | 8   | 6   | 5   | 3   | 3   | 3   |

Le classement par équipes de la Coupe de France est établi de la manière suivante : on additionne les places des trois premiers coureurs pour définir le score de chaque équipe. Puis les équipes sont classées par score décroissant. L'équipe avec le total le plus faible sera la première et recevra 12 points au classement des équipes, jusqu'à la neuvième équipe qui marquera deux points. Seules les équipes françaises marquent des points.
| Position | 1re | 2e | 3e | 4e | 5e | 6e | 7e | 8e | 9e |
| Points   | 12  | 9  | 8  | 7  | 6  | 5  | 4  | 3  | 2  |

## Liste des participants
| Légende | Légende                                                                    | Légende | Légende                                                    |
| ------- | -------------------------------------------------------------------------- | ------- | ---------------------------------------------------------- |
| Num     | Dossard de départ porté par le coureur sur le Tour du Doubs                | Pos     | Position à l'arrivée de la course                          |
|         | Indique un maillot de champion national ou mondial, suivi de sa spécialité | NP      | Indique un coureur qui n'a pas pris le départ de la course |
| AB      | Indique un coureur qui n'a pas terminé la course                           | HD      | Indique un coureur qui a terminé la course hors des délais |
| DSQ     | Indique un coureur qui a été disqualifié de la course                      |         |                                                            |

| Cofidis COF | Cofidis COF            | Cofidis COF |
| ----------- | ---------------------- | ----------- |
| Num         | Coureur                | Pos         |
| 1           | Jesús Herrada (ESP)    | 7e          |
| 2           | Guillaume Martin (FRA) | 5e          |
| 3           | Kenny Elissonde (FRA)  | 84e         |
| 4           | Thomas Champion (FRA)  | 48e         |
| 5           | Rubén Fernández (ESP)  | 59e         |
| 6           | Hugo Toumire (FRA)     | 89e         |

| Groupama-FDJ GFC | Groupama-FDJ GFC       | Groupama-FDJ GFC |
| ---------------- | ---------------------- | ---------------- |
| Num              | Coureur                | Pos              |
| 11               | Lenny Martinez (FRA)   | 1er              |
| 12               | Cyril Barthe (FRA)     | 54e              |
| 13               | Eddy Le Huitouze (FRA) | 92e              |
| 14               | Enzo Paleni (FRA)      | 34e              |
| 15               | Reuben Thompson (NZL)  | 30e              |
| 16               | Ben Askey (GBR)        | 77e              |

| Decathlon-AG2R La Mondiale DAT | Decathlon-AG2R La Mondiale DAT | Decathlon-AG2R La Mondiale DAT |
| ------------------------------ | ------------------------------ | ------------------------------ |
| Num                            | Coureur                        | Pos                            |
| 21                             | Clément Berthet (FRA)          | 2e                             |
| 22                             | Nans Peters (FRA)              | 18e                            |
| 23                             | Arthur Blaise (FRA)            | 91e                            |
| 24                             | Jordan Labrosse (FRA)          | 21e                            |
| 25                             | Nicolas Prodhomme (FRA)        | 6e                             |
| 26                             | Baptiste Veistroffer (FRA)     | 71e                            |

| Arkéa-B&B Hotels ARK | Arkéa-B&B Hotels ARK          | Arkéa-B&B Hotels ARK |
| -------------------- | ----------------------------- | -------------------- |
| Num                  | Coureur                       | Pos                  |
| 31                   | Louis Barré (FRA)             | 40e                  |
| 32                   | Raúl García Pierna (ESP)      | 10e                  |
| 33                   | Pierre Thierry (FRA)          | 55e                  |
| 34                   | Embret Svestad-Bårdseng (NOR) | 43e                  |
| 35                   | Kévin Ledanois (FRA)          | 53e                  |
| 36                   | Louis Rouland (FRA)           | 39e                  |

| TotalEnergies TEN | TotalEnergies TEN        | TotalEnergies TEN |
| ----------------- | ------------------------ | ----------------- |
| Num               | Coureur                  | Pos               |
| 41                | Mathieu Burgaudeau (FRA) | 28e               |
| 42                | Fabien Doubey (FRA)      | 35e               |
| 43                | Valentin Ferron (FRA)    | 60e               |
| 44                | Fabien Grellier (FRA)    | 56e               |
| 45                | Alan Jousseaume (FRA)    | 61e               |
| 46                | Mattéo Vercher (FRA)     | 83e               |

| Lotto Dstny LTD | Lotto Dstny LTD          | Lotto Dstny LTD |
| --------------- | ------------------------ | --------------- |
| Num             | Coureur                  | Pos             |
| 51              | Johannes Adamietz (GER)  | 73e             |
| 52              | Thomas De Gendt (BEL)    | 70e             |
| 53              | Harm Vanhoucke (BEL)     | 12e             |
| 54              | Sylvain Moniquet (BEL)   | 11e             |
| 55              | Eduardo Sepúlveda (ARG)  | 9e              |
| 56              | Henri Vandenabeele (BEL) | 82e             |

| Uno-X Mobility UXM | Uno-X Mobility UXM             | Uno-X Mobility UXM |
| ------------------ | ------------------------------ | ------------------ |
| Num                | Coureur                        | Pos                |
| 61                 | Fredrik Dversnes (NOR) (route) | 49e                |
| 62                 | Idar Andersen (NOR)            | 20e                |
| 63                 | Johannes Kulset (NOR)          | 57e                |
| 64                 | Daniel Årnes (NOR)             | 72e                |
| 65                 | Ådne Holter (NOR)              | 17e                |
| 66                 | Marcus Sander Hansen (DEN)     | 75e                |

| Burgos-BH BBH | Burgos-BH BBH            | Burgos-BH BBH |
| ------------- | ------------------------ | ------------- |
| Num           | Coureur                  | Pos           |
| 71            | José Manuel Díaz (ESP)   | 3e            |
| 72            | Victor Langellotti (MON) | 37e           |
| 73            | Eric Fagúndez (URU)      | 4e            |
| 74            | Ander Okamika (ESP)      | 27e           |
| 75            | Sergio Chumil (GUA)      | 97e           |
| 76            | Jetse Bol (NED)          | 58e           |

| Caja Rural-Seguros RGA CJR | Caja Rural-Seguros RGA CJR    | Caja Rural-Seguros RGA CJR |
| -------------------------- | ----------------------------- | -------------------------- |
| Num                        | Coureur                       | Pos                        |
| 81                         | Fernando Barceló (ESP)        | 13e                        |
| 82                         | Jefferson Cepeda (ECU)        | 15e                        |
| 83                         | Samuel Fernández García (ESP) | 96e                        |
| 84                         | Julen Arriolabengoa (ESP)     | 44e                        |
| 85                         | Calum Johnston (GBR)          | 42e                        |
| 86                         | David González López (ESP)    | 51e                        |

| Euskaltel-Euskadi EUS | Euskaltel-Euskadi EUS   | Euskaltel-Euskadi EUS |
| --------------------- | ----------------------- | --------------------- |
| Num                   | Coureur                 | Pos                   |
| 91                    | Xabier Berasategi (ESP) | 26e                   |
| 92                    | James Fouché (NZL)      | 78e                   |
| 93                    | Xabier Isasa (ESP)      | 33e                   |
| 94                    | Unai Zubeldia (ESP)     | 95e                   |
| 95                    | Iker Mintegi (ESP)      | 38e                   |
| 96                    | Gotzon Martín (ESP)     | AB                    |

| Team Novo Nordisk TNN | Team Novo Nordisk TNN         | Team Novo Nordisk TNN |
| --------------------- | ----------------------------- | --------------------- |
| Num                   | Coureur                       | Pos                   |
| 101                   | Hamish Beadle (NZL)           | 93e                   |
| 102                   | Lucas Dauge (FRA)             | HD                    |
| 103                   | Jan Dunnewind (NED)           | AB                    |
| 104                   | David Lozano (ESP)            | 68e                   |
| 105                   | Alessandro Perracchione (ITA) | AB                    |
| 106                   | Antonio Polga (ITA)           | 94e                   |

| VF Group-Bardiani CSF-Faizanè VBF | VF Group-Bardiani CSF-Faizanè VBF | VF Group-Bardiani CSF-Faizanè VBF |
| --------------------------------- | --------------------------------- | --------------------------------- |
| Num                               | Coureur                           | Pos                               |
| 111                               | Federico Biagini (ITA)            | 62e                               |
| 112                               | Martin Marcellusi (ITA)           | 32e                               |
| 113                               | Vicente Rojas (CHI)               | 98e                               |
| 114                               | Luca Paletti (ITA)                | 69e                               |
| 115                               | Manuele Tarozzi (ITA)             | 25e                               |
| 116                               | Filippo Turconi (ITA)             | 86e                               |

| Equipo Kern Pharma EKP | Equipo Kern Pharma EKP | Equipo Kern Pharma EKP |
| ---------------------- | ---------------------- | ---------------------- |
| Num                    | Coureur                | Pos                    |
| 121                    | Iñigo Elosegui (ESP)   | AB                     |
| 122                    | Pau Miquel (ESP)       | AB                     |
| 123                    | Jordi López (ESP)      | 31e                    |
| 124                    | Álex Jaime (ESP)       | 76e                    |
| 125                    | Unai Iribar (ESP)      | AB                     |
| 126                    | Ibon Ruiz (ESP)        | 24e                    |

| Saint Michel-Mavic-Auber 93 AUB | Saint Michel-Mavic-Auber 93 AUB | Saint Michel-Mavic-Auber 93 AUB |
| ------------------------------- | ------------------------------- | ------------------------------- |
| Num                             | Coureur                         | Pos                             |
| 131                             | Théo Delacroix (FRA)            | AB                              |
| 132                             | Nicolas Breuillard (FRA)        | 14e                             |
| 133                             | Jérémy Cabot (FRA)              | NP                              |
| 134                             | Alexandre Delettre (FRA)        | 22e                             |
| 135                             | Dillon Corkery (IRL)            | AB                              |
| 136                             | Joris Delbove (FRA)             | 19e                             |

| CIC U Nantes Atlantique UCN | CIC U Nantes Atlantique UCN | CIC U Nantes Atlantique UCN |
| --------------------------- | --------------------------- | --------------------------- |
| Num                         | Coureur                     | Pos                         |
| 141                         | Clément Braz Afonso (FRA)   | 8e                          |
| 142                         | Artus Jaladeau (FRA)        | 36e                         |
| 143                         | Robin Plamondon (CAN)       | 67e                         |
| 144                         | Léo Danès (FRA)             | 47e                         |
| 145                         | Maël Guégan (FRA)           | 90e                         |
| 146                         | Enzo Briand (FRA)           | AB                          |

| Van Rysel-Roubaix VRR | Van Rysel-Roubaix VRR     | Van Rysel-Roubaix VRR |
| --------------------- | ------------------------- | --------------------- |
| Num                   | Coureur                   | Pos                   |
| 151                   | Rémi Capron (FRA)         | 23e                   |
| 152                   | Maximilien Juillard (FRA) | 65e                   |
| 153                   | Kévin Avoine (FRA)        | 74e                   |
| 154                   | Célestin Guillon (FRA)    | 52e                   |
| 155                   | Samuel Leroux (FRA)       | 63e                   |
| 156                   | Jérémy Leveau (FRA)       | 64e                   |

| Nice Métropole Côte d'Azur NMC | Nice Métropole Côte d'Azur NMC | Nice Métropole Côte d'Azur NMC |
| ------------------------------ | ------------------------------ | ------------------------------ |
| Num                            | Coureur                        | Pos                            |
| 161                            | Jonathan Couanon (FRA)         | 45e                            |
| 162                            | Andrea Mifsud                  | 50e                            |
| 163                            | Damien Girard (FRA)            | AB                             |
| 164                            | Alexandre Léonien (FRA)        | AB                             |
| 165                            | Melvin Crommelinck (FRA)       | 41e                            |
| 166                            | Noah Knecht (FRA)              | AB                             |

| Philippe Wagner-Bazin PWB | Philippe Wagner-Bazin PWB | Philippe Wagner-Bazin PWB |
| ------------------------- | ------------------------- | ------------------------- |
| Num                       | Coureur                   | Pos                       |
| 171                       | Alexis Guérin (FRA)       | 16e                       |
| 172                       | Thibaut Ponsaerts (BEL)   | AB                        |
| 173                       | Thomas Devaux (FRA)       | AB                        |
| 174                       | Quentin Bezza (FRA)       | 80e                       |
| 175                       | Gwen Leclainche (FRA)     | 81e                       |
| 176                       | Théo Bonnet (BEL)         | 99e                       |

| Bike Aid BAI | Bike Aid BAI         | Bike Aid BAI |
| ------------ | -------------------- | ------------ |
| Num          | Coureur              | Pos          |
| 181          | Jonas Beck (GER)     | HD           |
| 182          | Antoine Berlin (MON) | 85e          |
| 183          | Léo Bouvier (FRA)    | 102e         |
| 184          | Vinzent Dorn (GER)   | 79e          |
| 185          | Máté Balázs (GER)    | HD           |
| 186          | Anton Schiffer (GER) | 46e          |

| Hrinkow Advarics HAC | Hrinkow Advarics HAC      | Hrinkow Advarics HAC |
| -------------------- | ------------------------- | -------------------- |
| Num                  | Coureur                   | Pos                  |
| 191                  | Jonas Rapp (GER)          | 87e                  |
| 192                  | Žiga Horvat (SLO)         | 88e                  |
| 193                  | Jaka Primožič (SLO)       | 29e                  |
| 194                  | Adrian Stieger (AUT)      | 101e                 |
| 195                  | Marvin Hammerschmid (AUT) | 100e                 |
| 196                  | Scott David (GER)         | 66e                  |

| Cofidis COF | Cofidis COF            | Cofidis COF |
| ----------- | ---------------------- | ----------- |
| Num         | Coureur                | Pos         |
| 1           | Jesús Herrada (ESP)    | 7e          |
| 2           | Guillaume Martin (FRA) | 5e          |
| 3           | Kenny Elissonde (FRA)  | 84e         |
| 4           | Thomas Champion (FRA)  | 48e         |
| 5           | Rubén Fernández (ESP)  | 59e         |
| 6           | Hugo Toumire (FRA)     | 89e         |

| Groupama-FDJ GFC | Groupama-FDJ GFC       | Groupama-FDJ GFC |
| ---------------- | ---------------------- | ---------------- |
| Num              | Coureur                | Pos              |
| 11               | Lenny Martinez (FRA)   | 1er              |
| 12               | Cyril Barthe (FRA)     | 54e              |
| 13               | Eddy Le Huitouze (FRA) | 92e              |
| 14               | Enzo Paleni (FRA)      | 34e              |
| 15               | Reuben Thompson (NZL)  | 30e              |
| 16               | Ben Askey (GBR)        | 77e              |

| Decathlon-AG2R La Mondiale DAT | Decathlon-AG2R La Mondiale DAT | Decathlon-AG2R La Mondiale DAT |
| ------------------------------ | ------------------------------ | ------------------------------ |
| Num                            | Coureur                        | Pos                            |
| 21                             | Clément Berthet (FRA)          | 2e                             |
| 22                             | Nans Peters (FRA)              | 18e                            |
| 23                             | Arthur Blaise (FRA)            | 91e                            |
| 24                             | Jordan Labrosse (FRA)          | 21e                            |
| 25                             | Nicolas Prodhomme (FRA)        | 6e                             |
| 26                             | Baptiste Veistroffer (FRA)     | 71e                            |

| Arkéa-B&B Hotels ARK | Arkéa-B&B Hotels ARK          | Arkéa-B&B Hotels ARK |
| -------------------- | ----------------------------- | -------------------- |
| Num                  | Coureur                       | Pos                  |
| 31                   | Louis Barré (FRA)             | 40e                  |
| 32                   | Raúl García Pierna (ESP)      | 10e                  |
| 33                   | Pierre Thierry (FRA)          | 55e                  |
| 34                   | Embret Svestad-Bårdseng (NOR) | 43e                  |
| 35                   | Kévin Ledanois (FRA)          | 53e                  |
| 36                   | Louis Rouland (FRA)           | 39e                  |

| TotalEnergies TEN | TotalEnergies TEN        | TotalEnergies TEN |
| ----------------- | ------------------------ | ----------------- |
| Num               | Coureur                  | Pos               |
| 41                | Mathieu Burgaudeau (FRA) | 28e               |
| 42                | Fabien Doubey (FRA)      | 35e               |
| 43                | Valentin Ferron (FRA)    | 60e               |
| 44                | Fabien Grellier (FRA)    | 56e               |
| 45                | Alan Jousseaume (FRA)    | 61e               |
| 46                | Mattéo Vercher (FRA)     | 83e               |

| Lotto Dstny LTD | Lotto Dstny LTD          | Lotto Dstny LTD |
| --------------- | ------------------------ | --------------- |
| Num             | Coureur                  | Pos             |
| 51              | Johannes Adamietz (GER)  | 73e             |
| 52              | Thomas De Gendt (BEL)    | 70e             |
| 53              | Harm Vanhoucke (BEL)     | 12e             |
| 54              | Sylvain Moniquet (BEL)   | 11e             |
| 55              | Eduardo Sepúlveda (ARG)  | 9e              |
| 56              | Henri Vandenabeele (BEL) | 82e             |

| Uno-X Mobility UXM | Uno-X Mobility UXM             | Uno-X Mobility UXM |
| ------------------ | ------------------------------ | ------------------ |
| Num                | Coureur                        | Pos                |
| 61                 | Fredrik Dversnes (NOR) (route) | 49e                |
| 62                 | Idar Andersen (NOR)            | 20e                |
| 63                 | Johannes Kulset (NOR)          | 57e                |
| 64                 | Daniel Årnes (NOR)             | 72e                |
| 65                 | Ådne Holter (NOR)              | 17e                |
| 66                 | Marcus Sander Hansen (DEN)     | 75e                |

| Burgos-BH BBH | Burgos-BH BBH            | Burgos-BH BBH |
| ------------- | ------------------------ | ------------- |
| Num           | Coureur                  | Pos           |
| 71            | José Manuel Díaz (ESP)   | 3e            |
| 72            | Victor Langellotti (MON) | 37e           |
| 73            | Eric Fagúndez (URU)      | 4e            |
| 74            | Ander Okamika (ESP)      | 27e           |
| 75            | Sergio Chumil (GUA)      | 97e           |
| 76            | Jetse Bol (NED)          | 58e           |

| Caja Rural-Seguros RGA CJR | Caja Rural-Seguros RGA CJR    | Caja Rural-Seguros RGA CJR |
| -------------------------- | ----------------------------- | -------------------------- |
| Num                        | Coureur                       | Pos                        |
| 81                         | Fernando Barceló (ESP)        | 13e                        |
| 82                         | Jefferson Cepeda (ECU)        | 15e                        |
| 83                         | Samuel Fernández García (ESP) | 96e                        |
| 84                         | Julen Arriolabengoa (ESP)     | 44e                        |
| 85                         | Calum Johnston (GBR)          | 42e                        |
| 86                         | David González López (ESP)    | 51e                        |

| Euskaltel-Euskadi EUS | Euskaltel-Euskadi EUS   | Euskaltel-Euskadi EUS |
| --------------------- | ----------------------- | --------------------- |
| Num                   | Coureur                 | Pos                   |
| 91                    | Xabier Berasategi (ESP) | 26e                   |
| 92                    | James Fouché (NZL)      | 78e                   |
| 93                    | Xabier Isasa (ESP)      | 33e                   |
| 94                    | Unai Zubeldia (ESP)     | 95e                   |
| 95                    | Iker Mintegi (ESP)      | 38e                   |
| 96                    | Gotzon Martín (ESP)     | AB                    |

| Team Novo Nordisk TNN | Team Novo Nordisk TNN         | Team Novo Nordisk TNN |
| --------------------- | ----------------------------- | --------------------- |
| Num                   | Coureur                       | Pos                   |
| 101                   | Hamish Beadle (NZL)           | 93e                   |
| 102                   | Lucas Dauge (FRA)             | HD                    |
| 103                   | Jan Dunnewind (NED)           | AB                    |
| 104                   | David Lozano (ESP)            | 68e                   |
| 105                   | Alessandro Perracchione (ITA) | AB                    |
| 106                   | Antonio Polga (ITA)           | 94e                   |

| VF Group-Bardiani CSF-Faizanè VBF | VF Group-Bardiani CSF-Faizanè VBF | VF Group-Bardiani CSF-Faizanè VBF |
| --------------------------------- | --------------------------------- | --------------------------------- |
| Num                               | Coureur                           | Pos                               |
| 111                               | Federico Biagini (ITA)            | 62e                               |
| 112                               | Martin Marcellusi (ITA)           | 32e                               |
| 113                               | Vicente Rojas (CHI)               | 98e                               |
| 114                               | Luca Paletti (ITA)                | 69e                               |
| 115                               | Manuele Tarozzi (ITA)             | 25e                               |
| 116                               | Filippo Turconi (ITA)             | 86e                               |

| Equipo Kern Pharma EKP | Equipo Kern Pharma EKP | Equipo Kern Pharma EKP |
| ---------------------- | ---------------------- | ---------------------- |
| Num                    | Coureur                | Pos                    |
| 121                    | Iñigo Elosegui (ESP)   | AB                     |
| 122                    | Pau Miquel (ESP)       | AB                     |
| 123                    | Jordi López (ESP)      | 31e                    |
| 124                    | Álex Jaime (ESP)       | 76e                    |
| 125                    | Unai Iribar (ESP)      | AB                     |
| 126                    | Ibon Ruiz (ESP)        | 24e                    |

| Saint Michel-Mavic-Auber 93 AUB | Saint Michel-Mavic-Auber 93 AUB | Saint Michel-Mavic-Auber 93 AUB |
| ------------------------------- | ------------------------------- | ------------------------------- |
| Num                             | Coureur                         | Pos                             |
| 131                             | Théo Delacroix (FRA)            | AB                              |
| 132                             | Nicolas Breuillard (FRA)        | 14e                             |
| 133                             | Jérémy Cabot (FRA)              | NP                              |
| 134                             | Alexandre Delettre (FRA)        | 22e                             |
| 135                             | Dillon Corkery (IRL)            | AB                              |
| 136                             | Joris Delbove (FRA)             | 19e                             |

| CIC U Nantes Atlantique UCN | CIC U Nantes Atlantique UCN | CIC U Nantes Atlantique UCN |
| --------------------------- | --------------------------- | --------------------------- |
| Num                         | Coureur                     | Pos                         |
| 141                         | Clément Braz Afonso (FRA)   | 8e                          |
| 142                         | Artus Jaladeau (FRA)        | 36e                         |
| 143                         | Robin Plamondon (CAN)       | 67e                         |
| 144                         | Léo Danès (FRA)             | 47e                         |
| 145                         | Maël Guégan (FRA)           | 90e                         |
| 146                         | Enzo Briand (FRA)           | AB                          |

| Van Rysel-Roubaix VRR | Van Rysel-Roubaix VRR     | Van Rysel-Roubaix VRR |
| --------------------- | ------------------------- | --------------------- |
| Num                   | Coureur                   | Pos                   |
| 151                   | Rémi Capron (FRA)         | 23e                   |
| 152                   | Maximilien Juillard (FRA) | 65e                   |
| 153                   | Kévin Avoine (FRA)        | 74e                   |
| 154                   | Célestin Guillon (FRA)    | 52e                   |
| 155                   | Samuel Leroux (FRA)       | 63e                   |
| 156                   | Jérémy Leveau (FRA)       | 64e                   |

| Nice Métropole Côte d'Azur NMC | Nice Métropole Côte d'Azur NMC | Nice Métropole Côte d'Azur NMC |
| ------------------------------ | ------------------------------ | ------------------------------ |
| Num                            | Coureur                        | Pos                            |
| 161                            | Jonathan Couanon (FRA)         | 45e                            |
| 162                            | Andrea Mifsud                  | 50e                            |
| 163                            | Damien Girard (FRA)            | AB                             |
| 164                            | Alexandre Léonien (FRA)        | AB                             |
| 165                            | Melvin Crommelinck (FRA)       | 41e                            |
| 166                            | Noah Knecht (FRA)              | AB                             |

| Philippe Wagner-Bazin PWB | Philippe Wagner-Bazin PWB | Philippe Wagner-Bazin PWB |
| ------------------------- | ------------------------- | ------------------------- |
| Num                       | Coureur                   | Pos                       |
| 171                       | Alexis Guérin (FRA)       | 16e                       |
| 172                       | Thibaut Ponsaerts (BEL)   | AB                        |
| 173                       | Thomas Devaux (FRA)       | AB                        |
| 174                       | Quentin Bezza (FRA)       | 80e                       |
| 175                       | Gwen Leclainche (FRA)     | 81e                       |
| 176                       | Théo Bonnet (BEL)         | 99e                       |

| Bike Aid BAI | Bike Aid BAI         | Bike Aid BAI |
| ------------ | -------------------- | ------------ |
| Num          | Coureur              | Pos          |
| 181          | Jonas Beck (GER)     | HD           |
| 182          | Antoine Berlin (MON) | 85e          |
| 183          | Léo Bouvier (FRA)    | 102e         |
| 184          | Vinzent Dorn (GER)   | 79e          |
| 185          | Máté Balázs (GER)    | HD           |
| 186          | Anton Schiffer (GER) | 46e          |

| Hrinkow Advarics HAC | Hrinkow Advarics HAC      | Hrinkow Advarics HAC |
| -------------------- | ------------------------- | -------------------- |
| Num                  | Coureur                   | Pos                  |
| 191                  | Jonas Rapp (GER)          | 87e                  |
| 192                  | Žiga Horvat (SLO)         | 88e                  |
| 193                  | Jaka Primožič (SLO)       | 29e                  |
| 194                  | Adrian Stieger (AUT)      | 101e                 |
| 195                  | Marvin Hammerschmid (AUT) | 100e                 |
| 196                  | Scott David (GER)         | 66e                  |